# Soprano soubrette
Nell'arte del canto, la locuzione soprano soubrette designa un soprano leggero specializzato nell'interpretazione di personaggi comici, libertini o dal carattere frivolo e superficiale. Spesso viene interpretata la parte di servetta, ma non necessariamente.
La voce di soprano soubrette è caratterizzata da timbro leggermente scuro e volume contenuto, ma è ricca, piena, molto duttile e agile; l'estensione tipica della voce di soprano soubrette è di oltre due ottave, dal la sotto il rigo al do sopracuto (la2 – do5).
La voce di soprano soubrette è inoltre dotata di tessitura media (basa l'emissione principalmente sul registro centrale) e non è sottoposta né a un eccessivo sforzo vocale, né a passaggi di coloratura troppo impegnativi.
Per queste ragioni, grazie anche alle analogie vocali, i ruoli affidati generalmente a questo tipo di soprano possono essere sostenuti anche dal mezzosoprano leggero.

## Ruoli per soprano soubrette
- Susanna (Le nozze di Figaro di Wolfgang Amadeus Mozart)
- Barbarina (Le nozze di Figaro di Wolfgang Amadeus Mozart)
- Zerlina (Don Giovanni di Wolfgang Amadeus Mozart)
- Despina (Così fan tutte di Wolfgang Amadeus Mozart)
- Lisa (La sonnambula di Vincenzo Bellini)
- Serpina (La serva padrona di Giovanni Battista Pergolesi

## Soprani soubrette
- Barbara Bonney
- Dawn Upshaw
- Eugenia Ratti
- Elisabeth Schumann
- Kathleen Battle

## Mezzosoprani che cantano nel registro di soprano soubrette
- Cecilia Bartoli